# Kilomo Vitta
Kilomo Vitta (* 15. Mai 1988 in Brüssel) ist ein belgischer Tischtennisspieler. Er gewann mit der Mannschaft im Jahr 2008 eine Bronzemedaille bei der Europameisterschaft. Vitta ist Rechtshänder und verwendet als Griff die europäische Shakehand-Schlägerhaltung.                                                                   

## Turnierergebnisse
| Verband | Veranstaltung              | Jahr | Ort            | Land | Einzel     | Doppel    | Mixed      | Team |
| ------- | -------------------------- | ---- | -------------- | ---- | ---------- | --------- | ---------- | ---- |
| BEL     | Europameisterschaft ETTU   | 2009 | Stuttgart      | GER  |            | letzte 64 |            |      |
| BEL     | Europameisterschaft ETTU   | 2008 | St. Petersburg | RUS  |            |           |            | 3    |
| BEL     | Europameisterschaft ETTU   | 2007 | Belgrad        | SRB  | letzte 128 |           | letzte 128 |      |
| BEL     | Challenge Series           | 2016 | De Haan        | BEL  | letzte 32  | letzte 32 |            |      |
| BEL     | World Tour                 | 2015 | De Haan        | BEL  | letzte 64  |           |            |      |
| BEL     | World Tour                 | 2014 | De Haan        | BEL  | letzte 64  |           |            |      |
| BEL     | Jugend-Weltmeisterschaft   | 2006 | Kairo          | EGY  |            | letzte 16 |            |      |
| BEL     | Jugend-Europameisterschaft | 2006 | Sarajevo       | BIS  | letzte 128 | letzte 64 | letzte 32  | 11   |
| BEL     | Jugend-Europameisterschaft | 2005 | Prag           | CZE  | letzte 64  | letzte 32 | letzte 128 | 18   |